# Weiden an der March
Weiden an der March je obec v Rakousku ve spolkové zemi Dolní Rakousy v okrese Gänserndorf.

## Geografie

### Geografická poloha
Weiden an der March se nachází na hranici spolkové země Dolní Rakousy se Slovenskem v regionu Weinviertel, severovýchodně od Vídně na pravém břehu řeky Moravy (německy March). Rozloha území obce činí 55,87 km², z nichž 19,6 % je zalesněných.

### Části obce
Území obce Weiden an der March se skládá ze tří částí (v závorce uveden počet obyvatel k 1. 1. 2017):
- Baumgarten an der March (188)
- Oberweiden (469)
- Zwerndorf (339)

### Sousední obce
- na severu: Angern an der March
- na východě: Vysoká pri Morave (SK)
- na jihu: Marchegg, Lassee
- na západě: Weikendorf

### Hospodářství a infrastruktura
Poblíž Baumgarten leží předávací stanice pro zemní plyn z Ruské federace, která má společně s přilehlými podzemními zásobníky (vybudovanými z již vyčerpaných místních ložisek plynu) klíčový význam pro energetiku nejen Rakouska, ale i sousedních zemí. Jižní větev plynovodu Transgas (Sojuz a Družba) zde ze Slovenska překračuje řeku Moravu, V osmnáctihektarovém areálu jsou kromě sušiček, separátorů a kompresoroven rozdělovací stanice plynovodů West Austria Gasleitung (WAG) přes severní část Rakouska do SRN a Trans Austria Gas (TAG) pro Rakousko a severní Itálii s odbočkami do Maďarska a Slovinska.

### Doprava
Je zde železniční stanice Oberweiden, která leží na lokální trati spojující blízké železniční uzly Gänserndorf a Marchegg.

## Památky a ochrana přírody
V každé z osad je katolický kostel (Zwerndorf - sv. Pankráce, Baumgarten - sv. Marka, Oberweiden - sv. Leopolda).
Na území obce je několik chráněných oblastí a rezervací. Jde o písečné duny, lužní lesy, nivní louky a stepi a chráněná ptačí území.
Turisticky leží v oblastí Moravského pole (Marchfeld), územím prochází mj. cyklostezka Dyje-Morava a turistická trasa lužními lesy.

## Politika

### Obecní zastupitelstvo
Obecní zastupitelstvo se skládá ze 15 členů. V komunálních volbách v roce 2015 získaly mandát strany 12 ÖVP (12) a SPÖ (3), v roce 2020 to bylo (13) + (2) a starostou se stal po Franzovi Neduchalovi Markus Lang, rovněž ze strany ÖVP.